# Hammou Haddaoui Khadir
Hammou Haddaoui Khadir (ar. حمو حداوي خضر ;ur. 1 września 1936 w Ouled Hariz) – marokański zapaśnik walczący w stylu klasycznym. Olimpijczyk z Rzymu 1960, gdzie zajął piętnaste miejsce w wadze średniej.

## Letnie Igrzyska Olimpijskie 1960
| Konkurencja          | Rundy eliminacyjne  | Rundy eliminacyjne       | Klas. końcowa |
| Konkurencja          | Przeciwnik I        | Przeciwnik II            | Miejsce       |
| -------------------- | ------------------- | ------------------------ | ------------- |
| 79 kg styl klasyczny | Ronald Hunt (AUS) R | Bolesław Dubicki (POL) P | 15.           |